# Mozes (Theo van Doesburg)
Mozes is een tekening van de Nederlandse kunstenaar Theo van Doesburg in het Kröller-Müller Museum in Otterlo.

## Voorstelling
Het stelt de profeet Mozes voor. De titel is gebaseerd op Van Doesburgs portfolio in het Rijksbureau voor Kunsthistorische Documentatie, waar het vermeld wordt als Moses, en de tentoonstellingscatalogus van Van Doesburg eerste tentoonstelling.

## Toeschrijving en datering
De tekening bevat linksonder het opschrift ‘VDoesburg / 1906’. Dit opschrift is vermoedelijk door Christian Leibbrandt, de vroegste eigenaar, aangebracht. In Van Doesburgs portfolio wordt het 1902 gedateerd. De tekening past echter in een reeks van expressieve en gedetailleerde koppen die Van Doesburg in 1906 maakte. De datering door Leibbrandt is dus waarschijnlijk de juiste.

## Herkomst
Wanneer Christian Leibbrandt het werk van Van Doesburg verwierf is niet bekend. Van Doesburg en Leibbrandt waren van 1906 tot 1915 met elkaar bevriend. Later was het in het bezit van C.C. Leibbrandt in Nijmegen, die het in 1995 verkocht aan het Kröller-Müller Museum. Op 13 januari van dat jaar schonk C.C. Leibbrandt alle brieven van Van Doesburg aan Christian Leibbrandt aan dat museum.